# Bio Zombie
Bio Zombie (chữ Hán giản thể: 生化寿尸; chữ Hán phồn thể: 生化壽屍; tiếng Việt: Sinh hóa thọ thi) là một bộ phim kinh dị pha chút hài hước của Hồng Kông do đạo diễn Diệp Vĩ Tín (Wilson Yip) thực hiện, được phát hành vào năm 1998. Phim có sự tham gia của các diễn viên Trần Tiểu Xuân, Lý Xán Sâm, Thang Doanh Doanh, Trương Cẩm Trình, Lê Diệu Tường và Đàm Thục Mai.

## Nội dung
Hai anh chàng biệt danh Vô Địch và Bee "khùng" làm nghề bán đĩa DVD trong một khu trung tâm thương mại lớn ở Hồng Kông, họ có quen với cô nàng làm móng tay tên Rolls, anh bồi bàn Thọ Tư Tử và hai vợ chồng bán điện thoại di động Câu. Trong một lần lái xe ngoài đường, Vô Địch và Bee tông phải người thanh niên băng ẩu qua đường. Cả hai lấy chai nước trong vali của người thanh niên rồi cho anh ta uống, nhưng họ không biết chai nước đó là chất độc sinh học có thể biến con người thành thây ma khát máu.
Vô Địch và Bee chở xác người thanh niên về khu thương mại, sau đó bỏ mặc cái xác dưới bãi đậu xe. Cả hai đem chiếc điện thoại di động của người thanh niên bán cho vợ chồng Câu để lấy tiền đi uống rượu với Rolls. Ở dưới bãi đậu xe, xác người thanh niên biến thành thây ma hung dữ, nó giết chết một nhân viên bảo vệ. Lúc đó đến giờ khu thương mại đóng cửa, tất cả khách hàng đều ra về. Thây ma bước lên tầng trên, đập vỡ kính cửa hàng điện thoại của vợ chồng Câu rồi lấy lại chiếc điện thoại di động. Thây ma cắn anh bồi bàn Thọ, Thọ chạy đi nói với mọi người nhưng không ai tin anh ta. Rolls đưa Thọ về tiệm làm móng tay để băng bó vết thương cho Thọ. Một lát sau Thọ biến thành thây ma, nhưng anh ta không giết Rolls, ngược lại còn rất quý Rolls.
Nhìn thấy cửa hàng điện thoại bị đập vỡ kính, Câu nghi ngờ Vô Địch và Bee đã làm thế nên gọi cảnh sát đến. Hai sĩ quan cảnh sát bắt Vô Địch và Bee lên phòng bảo vệ để xem lại camera. Bỗng dưng thây ma người thanh niên đi vào, tấn công những người trong phòng bảo vệ. Vô Địch và Bee bỏ chạy, họ gặp vợ chồng Câu, bốn người tìm nơi ẩn náu. Thây ma người bảo vệ điều khiển tất cả các cửa đóng lại, nhốt những con người ở lại đây, mà lúc này thây ma trong khu thương mại xuất hiện nhiều vô kể. Vô Địch quyết định đi tìm Rolls, anh ta lấy khẩu súng Smith & Wesson Model 10 từ xác chết cảnh sát và dùng nó để giết bọn thây ma, cuối cùng Vô Địch cũng tìm được Rolls. Vô Địch, Bee, Rolls và vợ chồng Câu hợp tác tiêu diệt bọn thây ma.
Nhưng rốt cuộc Bee và vợ chồng Câu đều chết, chỉ còn Vô Địch và Rolls sống sót. Vô Địch và Rolls xuống bãi đậu xe để lấy xe chạy khỏi khu thương mại, hai người chiến đấu với một đống thây ma dưới này. Khi leo lên xe hơi, Vô Địch và Rolls thấy thây ma của Thọ đang cố mở cửa ra giùm họ. Vô Địch chở Rolls chạy khỏi khu thương mại, còn thây ma của Thọ bị các thây ma khác giết chết.
Dừng lại ở một trạm xăng, Vô Địch muốn tìm điện thoại để gọi cảnh sát nhưng không thấy. Lúc đó trên bản tin đang kêu gọi người dân không nên uống những loại nước ngọt. Vô Địch nhìn về phía chiếc xe thấy Rolls đang uống chai nước trước đó của người thanh niên. Vô Địch quay trở lại xe và quyết định uống luôn phần nước còn lại. Bộ phim kết thúc.

## Diễn viên
- Trần Tiểu Xuân vai Vô Địch
- Lý Xán Sâm vai Bee "khùng"
- Thang Doanh Doanh vai Rolls
- Trương Cẩm Trình vai Thọ Tư Tử
- Lê Diệu Tường vai Câu
- Đàm Thục Mai vai Vợ của Câu
- Lê Thục Hiền vai Jelly
- Lạc Đạt Hoa vai Người thanh niên
- Khoái Tất vai Sĩ quan cảnh sát
- Trần Chí Toàn vai Sĩ quan cảnh sát
- Trần Trị Lương vai Nhân viên bảo vệ